# CosmoCaixa Barcelona
CosmoCaixa es el museo de la ciencia de Barcelona y pertenece a la Fundación ”la Caixa”. Fue inaugurado en el año 2004 tras la remodelación de su predecesor, el Museo de la Ciencia, inaugurado en 1981. 
En 2006, el Foro Europeo de Museos le otorgó el Premio del museo europeo del año, galardón que reconoce cada año a los nuevos museos que han realizado avances e innovaciones en el ámbito museístico. En el 2021, CosmoCaixa recibió de nuevo el premio Kenneth Hudson en los Premios al Mejor Museo Europeo del Año, que otorga el Foro Europeo de Museos, por su “capacidad de reinventarse continuamente y desafiar a los visitantes a pensar y sentir cómo se puede crear colaborativamente un mundo mejor”.

## El edificio
CosmoCaixa, el museo de la ciencia de Barcelona, está ubicado en un edificio modernista de 1909, obra del arquitecto Josep Domènech i Estapà. La edificación alojó inicialmente un asilo para ciegos, l’Empar de Santa Llúcia, que estuvo en funcionamiento hasta 1979. Dos años más tarde, y después de ser remodelado y ampliado por Jordi Garcés y Enric Sòria, abría sus puertas el Museo de la Ciencia de la Fundación ”la Caixa”, una innovadora propuesta con el objetivo de acercar la ciencia a los ciudadanos. 
La reforma posterior con el fin de convertirlo en el CosmoCaixa actual se inauguró el 25 de septiembre de 2004, tras cinco años de obras. Dicha reforma y la ampliación del museo fueron realizadas por Terradas Arquitectos. 
La reforma posterior ha ampliado de forma considerable las antiguas instalaciones, con un nuevo protagonismo del cristal y el acero. Además, dispone de más de 50.000 m², una capacidad cuatro veces mayor que el Museo de la Ciencia anterior. El nuevo espacio incluye nueve plantas, seis subterráneas, pero con luz natural, y una gran plaza pública con vistas de la ciudad.

## Actividades y espacios del museo
El museo se divide en diversos espacios, todos dedicados a la divulgación en diferentes ramas específicas de la ciencia. Además, también cuenta con una cafetería-restaurante, aparcamiento propio y librería.
Entre los espacios permanentes se encuentran:
- La sala Universo, que presenta un recorrido interactivo que parte del big bang y acaba explorando el cerebro humano y las últimas fronteras del conocimiento. Kósmos, Evolución y Fronteras son los nombres de los tres ámbitos que constituyen la Sala Universo.

El espacio Kósmos, que permite descubrir las leyes de la física que rigen la naturaleza, agrupadas en un primer bloque temático que engloba las leyes de conservación, las leyes de la dinámica, las ondas y sus características, la óptica, los fluidos, la termodinámica o la cuántica. Los visitantes podréis experimentar con algunos de los módulos más clásicos del museo y también con otros nuevos y sorprendentes. En un segundo bloque dedicado al sistema solar y la Tierra, descubriremos las características físicas que han hecho posible que la materia haya podido alcanzar un nuevo nivel evolutivo: la vida. 
La sección Evolución, que abarca el período que se inicia con el origen de la vida hace unos 4.000 millones de años y recorre su historia, desde la aparición de los primeros seres unicelulares, microorganismos extraordinariamente simples, hasta los primeros pasos de la humanidad. Este espacio también os mostrará el progreso de la vida en la Tierra, un camino sin fin hacia la complejidad, utilizando recursos que incluyen animales vivos, fotografías estereoscópicas, reproducciones digitales de vanguardia y fósiles de espectacular belleza y gran valor científico que nos ayudarán a comprender los secretos de la vida y los mecanismos que rigen la evolución en nuestro planeta.
La sección Fronteras, en la que podréis ver que solo la mente humana tiene la capacidad de preguntarse por las leyes que gobiernan el universo y cómo descubrirlas. Un gran domo en forma de cerebro es el protagonista de esta sección dedicada a las fronteras del conocimiento. Con el cerebro humano como personaje principal, podréis descubrir cómo funciona este órgano excepcional. 
- El Bosque Inundado, donde se representa un fragmento de la selva amazónica, un rico y frágil ecosistema donde poder descubrir auténticos tesoros medioambientales y científicos en sus tres ámbitos (bajo tierra, en el agua y desde el aire), lo cual contribuye a crear conciencia sobre la necesidad de su preservación.

- El Muro Geológico, el cual muestra los secretos de la geología de la Tierra mediante 7 grandes piezas de roca procedentes de varios lugares. Tiene una longitud total de 24 metros.

- El Planetario, una instalación avanzada a escala internacional para disfrutar de un innovador sistema de proyección a cúpula completa, con una programación que cambia periódicamente para ofrecer las mejores proyecciones de divulgación astronómica y científica que seguro os harán vivir una experiencia única y envolvente.

En CosmoCaixa también encontraréis espacios con actividades orientadas al público infantil, como Clik, un espacio donde los más pequeños pueden hacer descubrimientos científicos con imanes o el túnel del viento, con música o espejos; Micrarium, una actividad que pretende estimular el interés por lo no visible o microscópico; Creactivity, que cuenta con zonas para que los niños y niñas a partir de 7 años practiquen el arte de pensar con las manos; Planetario Burbuja, un espacio para disfrutar del primer contacto con el mundo de la astronomía que despertará la curiosidad acerca del universo, o Lab Math: juegos, puzles, laberintos, acertijos y todo tipo de retos para poner en marcha el lado positivo, lógico y creativo.

## Conferencias y exposiciones temporales
CosmoCaixa también ejerce dentro de la Fundación ”la Caixa” un papel divulgador cuyo objetivo es acercar la ciencia a la ciudadanía. Por ello, organiza día a día, a través de conferencias, ciclos, jornadas y exposiciones temporales, actividades sobre diferentes temáticas de rigurosa actualidad.
Entre las exposiciones temporales, en el ámbito de la ciencia destacan "Espejos, dentro y fuera de la realidad", “Tintín y la Luna”, “Tyrannosaurus Rex” o “Robots. Los humanos y las máquinas”.

## Visitas comentadas
A través de las visitas comentadas podréis descubrir, dialogar y reflexionar de la mano de los educadores sobre los puntos clave de la Sala Universo y de las exposiciones temporales, además de sobre otros espacios del museo.

## Talleres
Actividades de disciplinas diversas convergen para que ciencia y familia sean los protagonistas.
Web: www.cosmocaixa.org 

## Galería de imágenes

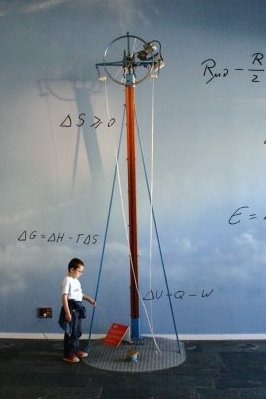
Vestíbulo del CosmoCaixa Barcelona
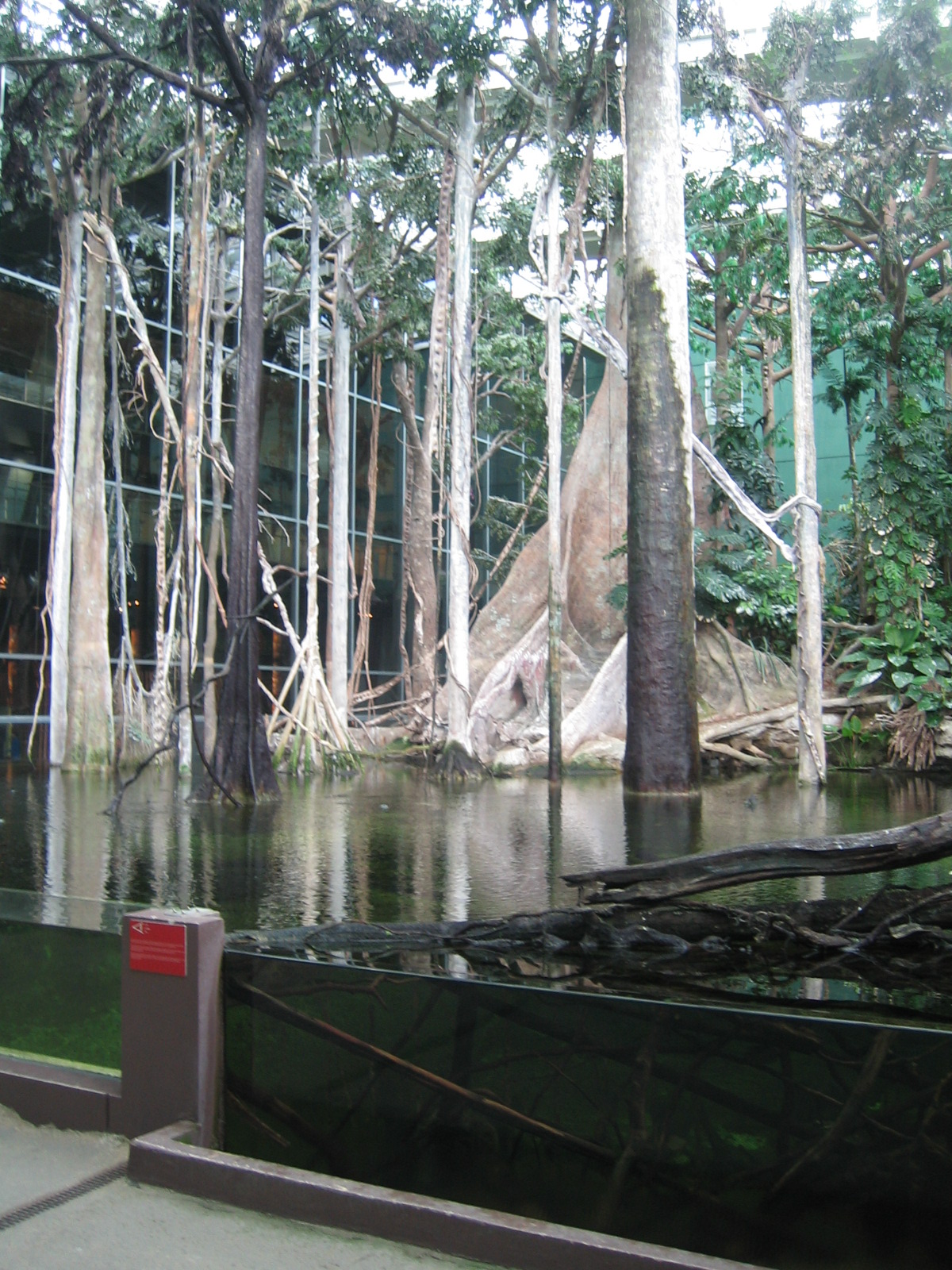
El bosque inundado
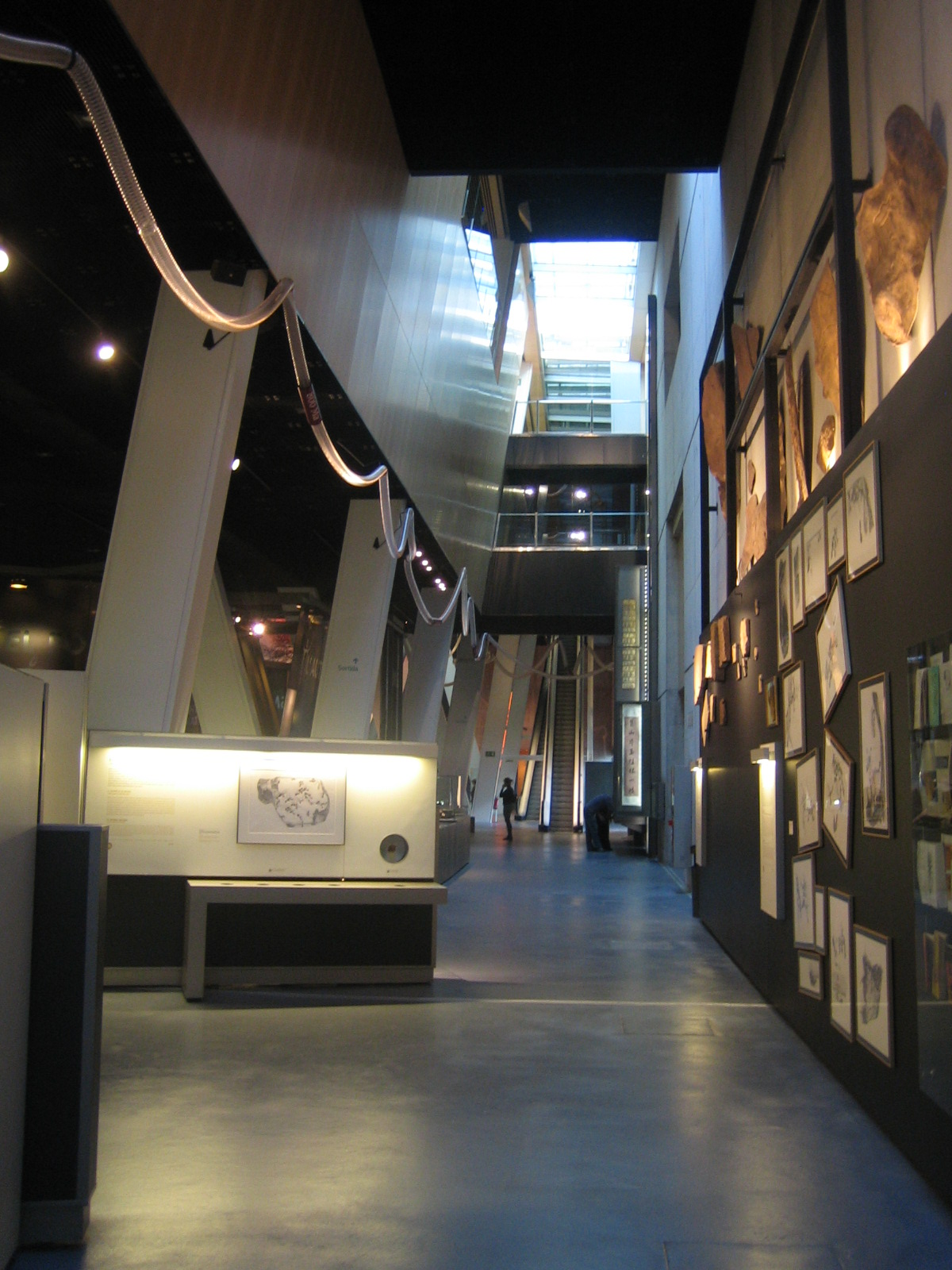
Planta baja
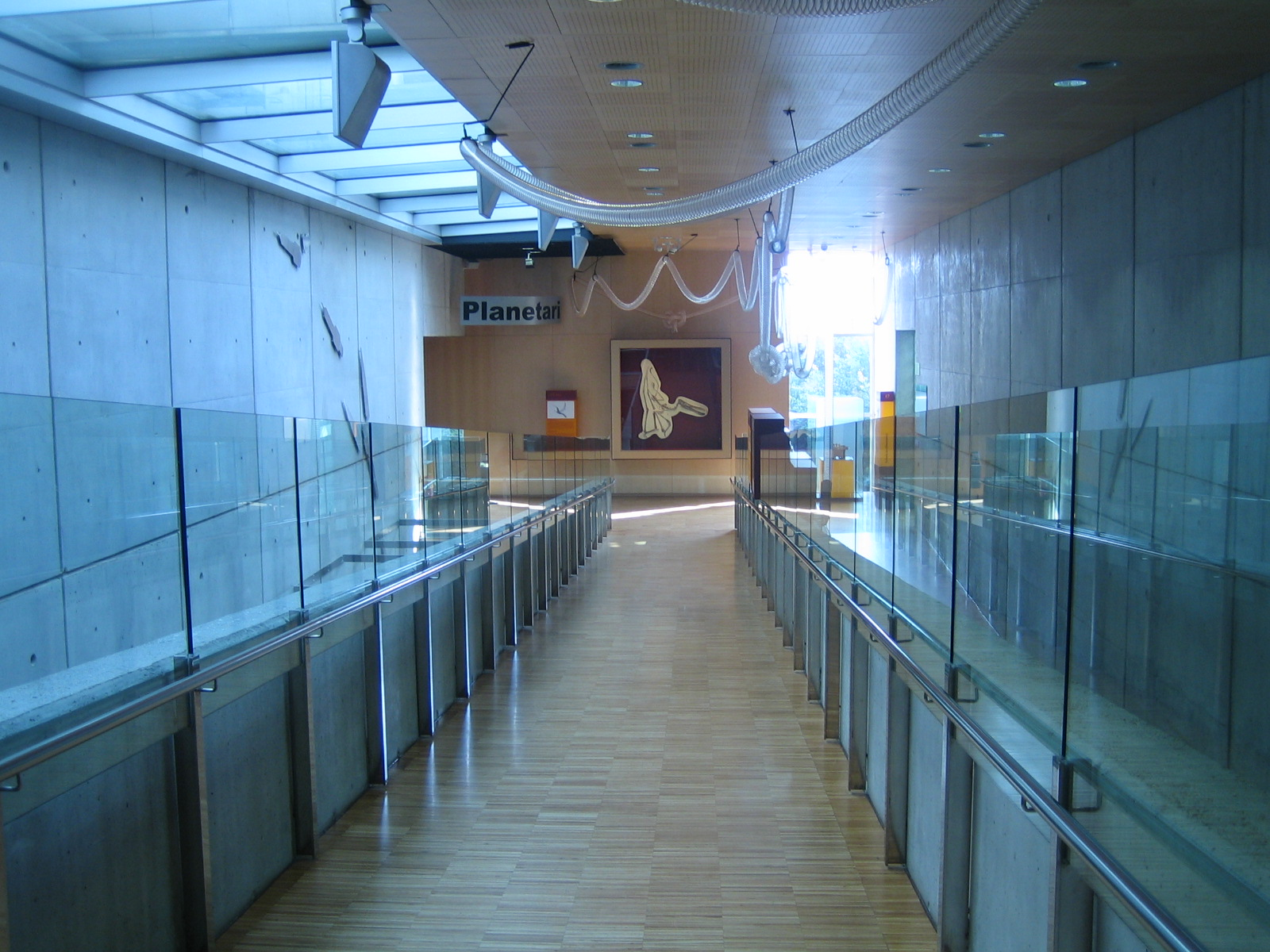
Acceso al Planetario
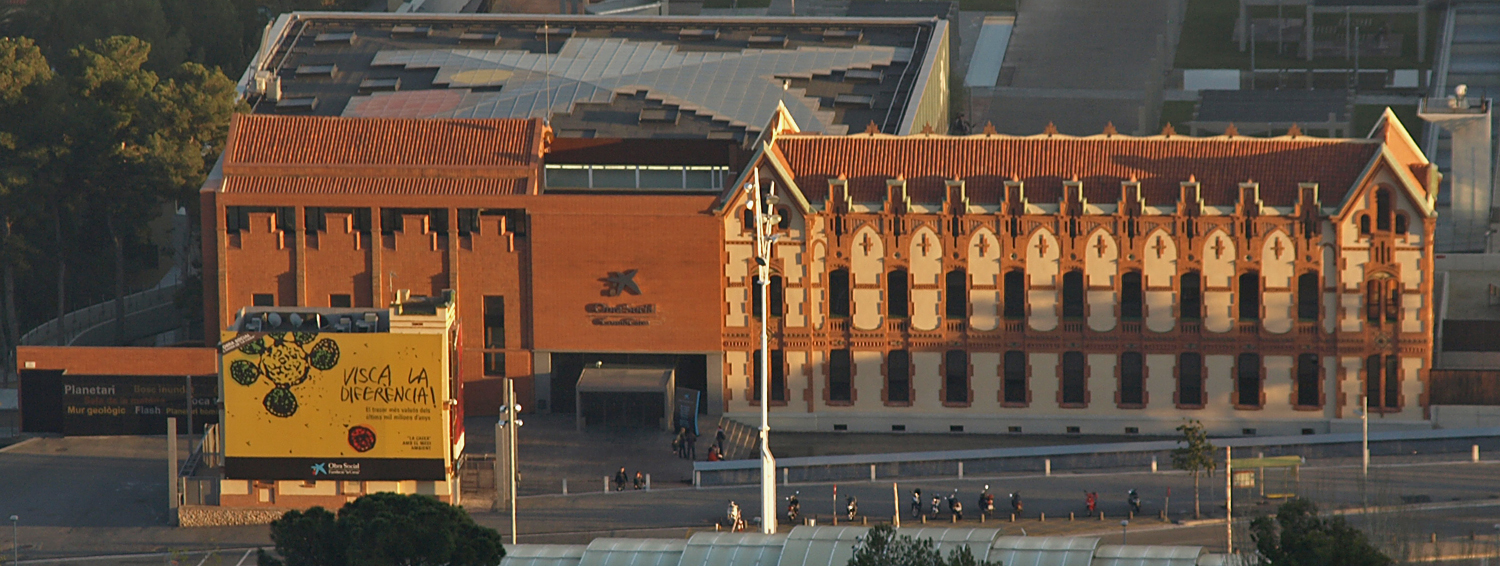
Edificio principal del CosmoCaixa

Panorámica de la sala central del CosmoCaixa de Barcelona